# USS LST-467
O USS LST-467 foi um navio de guerra norte-americano da classe LST que operou durante a Segunda Guerra Mundial.